# 芬斯克方程

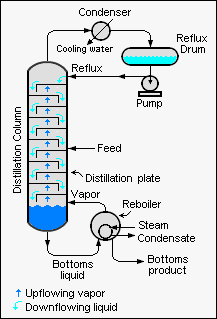
全回流操作下的蒸餾塔

芬斯克方程（英語：Fenske equation）用於計算雙成分連續分餾，於全回流操作條件下，蒸餾塔所需的最小理論板數。這對於蒸餾塔設計非常實用。
芬斯克方程係由梅里爾·芬斯克（Merrell Fenske）於1932年推導而來；他曾於1959至1969年間擔任賓州州立大學化學工程學系主任。
在設計大尺度連續工業精餾塔時，經常以芬斯克方程初步估算產出理想塔頂產品組成所需的最小理論板數。

## 常見的表示式
芬斯克方程有諸多等價的表達方式，以下提供其中常見的表示式：
{\displaystyle \ N={\frac {\log \,{\bigg [}{\Big (}{\frac {X_{d}}{1-X_{d}}}{\Big )}{\Big (}{\frac {1-X_{b}}{X_{b}}}{\Big )}{\bigg ]}}{\log \,\alpha _{avg}}}}
- {\displaystyle N}為全回流操作下的最小理論板數（包含再沸器）
- {\displaystyle X_{d}}  是較易揮發物質於塔頂餾出物中的莫耳分率
- {\displaystyle X_{b}}  是較易揮發物質於塔底的莫耳分率
- {\displaystyle \alpha _{avg}}  是平均相對揮發性（英语：Relative volativity）（較易揮發物對上較不易揮發物）

## 外部連結
- Lecture Notes （页面存档备份，存于） (R.M. Price, Christian Brothers University, Tennessee)
- Studies in Chemical Process Design and Synthesis （页面存档备份，存于）, Y. A. Liu, T.E. Quantrille, and S. Chengt, Ind. Eng. Chem. Res., Volume 29, 1990
- Multi-component Distillation[永久] (M.B. Jennings, San Jose State University)